# قاعدة بيانات ببليوغرافية
قاعدة البيانات الببليوغرافية (بالإنجليزية: Bibliographic database) هي قاعدة بيانات للسجلات الببليوغرافية، ومجموعة رقمية منظمة من المراجع للأدبيات المنشورة، بما في ذلك مقالات المجلات والصحف، ووقائع المؤتمرات، والتقارير، والمنشورات الحكومية والقانونية، وبراءات الاختراع، والكتب، وغيرها. وعلى عكس إدخالات فهرس المكتبة، فإن نسبة كبيرة من التسجيلات الببليوغرافية في قواعد البيانات الببليوغرافية تصف المقالات وأوراق المؤتمرات وما إلى ذلك، بدلاً من الدراسات الكاملة، وهي تحتوي عمومًا على أوصاف غنية جدًا للموضوع في شكل كلمات رئيسية أو مصطلحات تصنيف الموضوع أو الملخصات.
قد تكون قاعدة البيانات الببليوغرافية عامة في نطاقها أو تغطي تخصصًا أكاديميًا معينًا مثل علوم الكمبيوتر. عدد كبير من قواعد البيانات الببليوغرافية مملوكة، ومتاحة باتفاقية ترخيص من البائعين، أو مباشرة من خدمة الفهرسة والمستخلصات [الإنجليزية] التي تنشئها.
تطوّرت العديد من قواعد البيانات الببليوغرافية إلى مكتبات رقمية توفر النص الكامل للمحتويات المفهرسة:[بحاجة لمصدر] على سبيل المثال كور لخدمات الأبحاث [الإنجليزية] تعكس أيضًا النص الكامل للمقالات العلمية وتفهرس، وطوّرت منظمة أور ريسيرتش [الإنجليزية] (بحثنا) محرك بحث لمحتوى الوصول المفتوح الذي وجده إضافة المتصفح إن بي وول [الإنجليزية]. يتلاقى البعض الآخر مع قواعد البيانات العلمية غير الببليوغرافية لإنشاء أنظمة محرك بحث تخصصية أكثر اكتمالاً، مثل الملخصات الكيميائية أو أنتريه.

## نظرة تاريخية
قبل منتصف القرن العشرين، كان على الأفراد الذين يبحثون عن المؤلفات المنشورة الاعتماد على فهارس ببليوغرافية مطبوعة، أنشئت يدويًا من بطاقات الفهرسة. "خلال أوائل الستينيات من القرن الماضي، استخدمت أجهزة الكمبيوتر لرقمنة النص لأول مرة؛ وكان الغرض من ذلك هو تقليل التكلفة والوقت اللازمين لنشر مجلتين أمريكيتين للتلخيص، هما الفهرس الطبي للمكتبة الوطنية للطب وتقارير الفضاء العلمية والتقنية للإدارة الوطنية للملاحة الجوية والفضاء (ناسا).
بحلول أواخر الستينيات من القرن الماضي، شكلت هذه المجموعات من المعلومات الأبجدية الرقمية، والمعروفة باسم قواعد البيانات الببليوغرافية والرقمية، نوعًا جديدًا من مصادر المعلومات. أصبح الاسترجاع التفاعلي عبر الإنترنت قابلاً للتطبيق تجاريًا في أوائل السبعينيات عبر شبكات الاتصالات السلكية واللاسلكية الخاصة. قدمت الخدمات الأولى عددًا قليلاً من قواعد البيانات من الفهارس وملخصات المؤلفات العلمية. تحتوي قواعد البيانات هذه على أوصاف ببليوغرافية لمقالات المجلات التي يمكن البحث فيها عن طريق الكلمات الرئيسية في المؤلف والعنوان، وأحيانًا حسب اسم المجلة أو عنوان الموضوع. كانت واجهات المستخدم بدائية، وكان الوصول مكلفًا، وأجرى أمناء المكتبات البحث نيابة عن "المستخدمين النهائيين".

## مقالات ذات صلة
- فهرس استشهادات [الإنجليزية]
- قاعدة بيانات موجهة للوثائق [الإنجليزية]
- قاعدة بيانات النص الكامل [الإنجليزية]
- مستودع المؤسسة الأكاديمية [الإنجليزية]
- موقع  ISBNdb.com [الإنجليزية]
- خدمة فهرسة واستخراج المستخلصات